# Glee (música)
Glee é uma forma de música coral tipicamente britânica para vozes masculinas sem acompanhamento, muito popular no século XIX.